# Fedcupový tým Ukrajiny

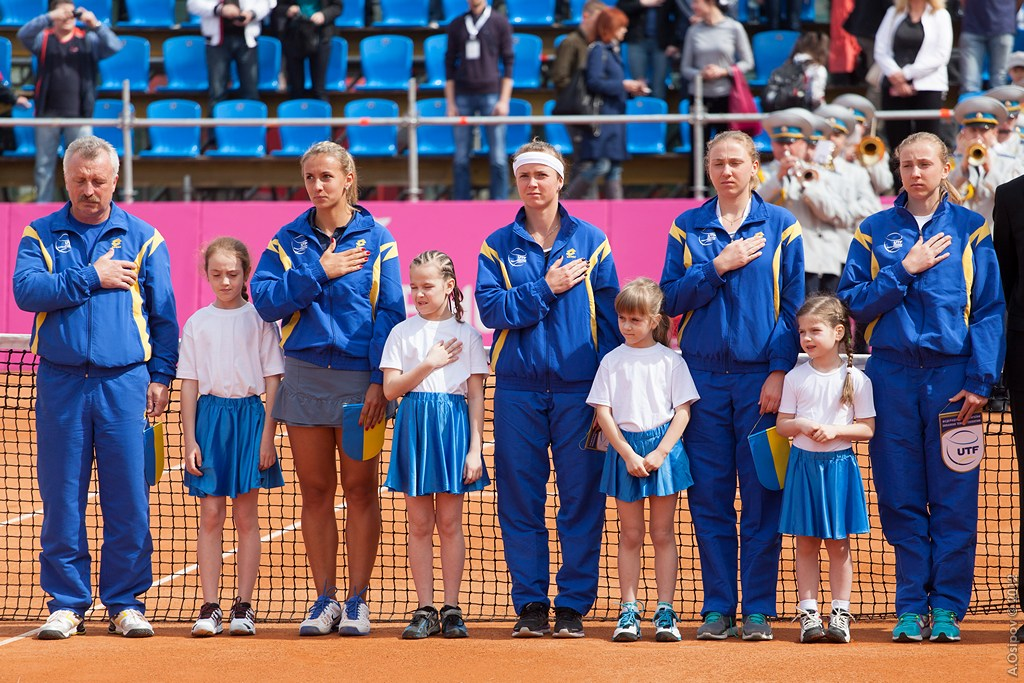
Ukrajinský tým ve světové baráži 2012:
kapitán Dernovskyj, Curenková, Svitolinová, Ljudmyla a Nadija Kičenokovy

Ukrajina  v Billie Jean King Cupu reprezentuje Ukrajinu ve Billie Jean King Cupu od roku 1993 pod vedením národního svazu, Ukrajinské tenisové federace.

## Historie
Ukrajina vstoupila do soutěže v roce 1993. V letech 1968–1991 ukrajinské hráčky reprezentovaly tehdy existující Sovětský svaz a v roce 1992 pak byly součástí nástupnického týmu Společenství nezávislých států. Ukrajina se nikdy neprobojovala do světového finále. Do zániku formátu Světové skupiny v roce 2021 v ní odehrála pouze dva mezistátní zápasy a pokaždé vypadla v úvodním čtvrtfinálovém kole s Itálií. Poprvé v ročníku 2010  a podruhé v roce 2012.

## Statistiky
Hráčským týmovým statistikám vévodí Jelena Tatarkovová, která vyhrála celkově 27 utkání, včetně nejvyššího počtu 17 dvouher a odehrála 27 mezistátních zápasů. Do prvního střetnutí nastoupila v ročníku 1994. Nejvíce let odehrála Olga Savčuková, když od sezóny 2004 zasáhla do dvanácti ročníků soutěže.
Dvacet a více vyhraných zápasů vedle Tatarkovové zaznamenaly Aljona a Kateryna Bondarenkovy a Olga Savčuková. Marta Kosťuková se v 15 letech a 227 dnech stala nejmladší Ukrajinkou, která zasáhla do soutěže, když v únoru 2018 nastoupila do druhé světové skupiny. Naopak jako nejstarší utkání odehrála Kateryna Bondarenková v 31 letech a 256 dnech, když zasáhla do navazující druhé světové baráže v dubnu 2018.
Nejdelší ukrajinské utkání trvalo 3 hodiny a 15 minut. V baráži o sestup z 1. skupiny euroafrické zóny 2006 v něm Kateryna Bondarenková porazila Finku Emmu Laineovou po třísetovém průběhu 6–3, 6–7 a 9–7. Nejvyšší počet 151 gamů Ukrajinky odehrály ve světové baráži 2004 proti Německu, s výsledkem 2:3. Všech pět utkání v Čornomorsku mělo třísetový průběh. Obrat se stavu 0:2 na zápasy se Ukrajině nikdy nepodařil.

## Chronologie výsledků

### 2020–2029
| Rok  | soutěž                                 | datum              | místo                            | povrch       | soupeř        | skóre | výsledek |
| ---- | -------------------------------------- | ------------------ | -------------------------------- | ------------ | ------------- | ----- | -------- |
| 2021 | Zóna Evropy a Afriky, základní skupina | 6. února 2020      | Tallinn, Estonsko                | tvrdý (h)    | Bulharsko     | 3–0   | výhra    |
| 2021 | Zóna Evropy a Afriky, základní skupina | 7. února 2020      | Tallinn, Estonsko                | tvrdý (h)    | Chorvatsko    | 3–0   | výhra    |
| 2021 | Zóna Evropy a Afriky, zápas o postup   | 8. února 2020      | Tallinn, Estonsko                | tvrdý (h)    | Estonsko      | 2–1   | výhra    |
| 2021 | Světová skupina, baráž                 | 16.–17. dubna 2021 | Čornomorsk, Ukrajina             | antuka       | Japonsko      | 4–0   | výhra    |
| 2022 | Světová skupina, kvalifikační kolo     | 15.–16. dubna      | Asheville, Spojené státy         | tvrdý (h)    | Spojené státy | 2–3   | prohra   |
| 2022 | Kvalifikační kolo, baráž               | 11.–12. listopadu  | Tokio, Japonsko                  | tvrdý (h)    | Japonsko      | 3–1   | výhra    |
| 2023 | Kvalifikační kolo                      | 14.–15. dubna      | Belek, Turecko                   | antuka       | Česko         | 1–3   | prohra   |
| 2023 | Kvalifikační kolo, baráž               | 11.–12. listopadu  | Vilnius, Litva                   | tvrdý (h)    | Nizozemsko    | 3–1   | výhra    |
| 2024 | Kvalifikační kolo                      | 12.–13. dubna      | Fernandina Beach, Spojené státy  | antuka (z)   | Rumunsko      | 2–3   | prohra   |
| 2024 | Kvalifikační kolo, baráž               | 16.–17. listopadu  | McKinney, Spojené státy americké | tvrdý (hala) | Rakousko      | 2–1   | výhra    |
| 2025 | Kvalifikační kolo                      | 11. dubna          | Radom, Polsko                    | anutka (h)   | Polsko        | 3–0   | výhra    |
| 2025 | Kvalifikační kolo                      | 12. dubna          | Radom, Polsko                    | anutka (h)   | Švýcarsko     | 2–1   | výhra    |
| 2025 | Finálový turnaj, čtvrtfinále           | 17. září 2025      | Šen-čen, Čína                    | tvrdý (h)    | Španělsko     |       |          |

## Složení
k dubnu 2023
- Marta Kosťuková
- Dajana Jastremská
- Katarina Zavacká
- Ljudmyla Kičenoková